# Скамоцци, Винченцо
Винченцо Скамоцци (итал. Vincenzo Scamozzi; 2 сентября 1548, Виченца — 7 августа 1616, Венеция) — выдающийся архитектор итальянского Возрождения, венецианской школы, теоретик архитектуры. Один из самых известных учеников Андреа Палладио и продолжатель палладианизма. Уроженец Виченцы, города на севере Италии, в области Венето. Р. Виттковер назвал Скамоцци «интеллектуальным отцом неоклассицизма».

## Биография
Винченцо родился в семье Джандоменико (1526—1582) и Катерины Кальдераро. Начальное образование получил у отца, богатого строительного подрядчика родом из Сан-Маттео в местности Вальтеллина, на севере Италии, в Ломбардии, славящейся своими каменщиками и строителями. Под руководством отца Винченцо был посвящён в изучение геометрии и классической культуры, он был знаком с «Семью книгами по архитектуре» (I Sette libri dell’architettura) — трактатом Себастьяно Серлио, частично изданным в 1537 году.
В 1572 году Винченцо поселился в Венеции, изучал сочинение Витрувия «Десять книг об архитектуре» издания 1567 года с комментариями Даниэле Барбаро и чертежами Андреа Палладио (M. Vitruvii de architectura. Venezia, 1567. Le illustrazioni dell’opera del Barbaro furono realizzate da Andrea Palladio). В 1578—1580 годах он впервые останавливался в Риме, посвятив себя исследованию античных памятников.
После посещения Рима в 1578—1580, 1585 и 1598 годах Скамоцци обосновался в Венеции. В Риме молодой Скамоцци посещал лекции по математике, которые читал в иезуитском коллегиуме Кристофоро Клавио. Его обращение к изучению акустики и гидравлики способствовало успешному проектированию театров и садов и было частью общего подхода ко всему комплексу научных знаний, необходимых для обоснования «архитектуры как науки»; оно привело архитектора благодаря математику из Виченцы Паоло Гуальдо к встрече с Галилео Галилеем. С другой стороны, на протяжении всей своей жизни Скамоцци поддерживал частые контакты с гуманистами и такими учёными, как Антонио Поссевино и Сципион Габриэлли.
Вернувшись в Виченцу, в сотрудничестве со своим отцом он построил ряд дворцов и вилл в родном городе и в провинции, а также работал над завершением некоторых работ Палладио после смерти последнего в 1580 году. Он достраивал начатые Палладио здания, включая театр Олимпико и виллу Альмерико Капра Ла-Ротонда.
В 1582 году Скамоцци снова поселился в Венеции, там он выиграл конкурс на проект достройки Библиотеки Марчиана работы Якопо Сансовино и создал Новые Прокурации (Procuratie Nuove) с южной стороны площади Сан-Марко (1581—1599). Однако его конфликты с заказчиками и другими венецианскими архитекторами, в частности на достройке Библиотеки Марчиана, показывают, насколько архитектору был чужд венецианский контекст, но зато близка архитектура в «римском стиле».
Скамоцци прервал свою деятельность в Венеции, в том числе строительство церкви Сан-Никола-да-Толентино (1591—1602) в 1599 году, чтобы совершить несколько поездок, которые привели его в Чехию (в Прагу), Швейцарию, Германию, Францию и, в частности, в Париж, где он изучал готическую архитектуру. Участвовал в проектировании Зальцбургского собора. Остатки иллюстрированной записной книжки о его обратном путешествии из Парижа в Венецию хранятся в Библиотеке Марчиана. Опубликованы в 1960 году. Архитектор скончался в Венеции в 1616 году.

## Архитектурное и научное творчество
Винченцо Скамоцци был убеждённым палладианцем. Помимо упомянутых построек он развивал композиционные идеи Андреа Палладио при строительстве виллы Молин под Падуей и театра Олимпико (по образцу театра Олимпико в Виченце Палладио) для герцогов Гонзага в Саббьонете (Teatro Olimpico di Sabbioneta) в Ломбардии (1584—1585). Шедевром Скамоцци считается вилла Пизани под названием Ла-Рокка в Лониго (Виченца) с центрическим планом, подобным Ла-Ротонде Палладио, который он разработал, когда ему было всего двадцать шесть лет. Однако и в этой работе Скамоцци не ограничился подражанием знаменитой постройке Палладио, а ввёл собственные элементы.
Скамоцци одним из первых применил бастионную систему укреплений при возведении города-крепости Пальманова у подножья итальянских Альп. Археологические познания Скамоцци подкреплялись обширной эрудицией, знанием многих наук, о чём свидетельствует впечатляющая критическая работа: заметки и выписки из принадлежащих ему книг, вплоть до попытки систематизации архитектурных знаний, состоящей из неопубликованных резюме античных писателей (рукописи 1586 года хранятся в Национальной библиотеке Марчиана в Венеции; Cod. It., Cl. IV, 128 [= 5602]).
По убеждению Винченцо Скамоцци, архитектура — дисциплина, которой он посвятил всю свою жизнь, — это сложная и точная наука со своими законами и правилами, которые нужно изучать внимательно и терпеливо: «Архитектура — это наука» (l’architettura è scienza).
Главный труд Скамоцци — «Идея универсальной архитектуры» (L’idea dell’architettura universale) в 2-х томах — вышел из печати в 1615 году, за год до его смерти. В этом сочинении архитектор отстаивал необходимость выработки единого архитектурного языка на основе освоения достижений античности. Этот трактат долгое время был принят в качестве основного дидактического текста архитекторов того времени и особенное распространение получил в странах «Севернее Альп», в частности в Германии и Нидерландах, в XVII и XVIII веках.
Винченцо Скамоцци не был женат и не оставил детей, в своём завещании он установил наследство, позволяющее студентам без средств изучать архитектуру при единственном условии, что они будут добавлять к своей его фамилию. Самым выдающимся из таких стипендиатов был Оттавио Бертотти-Скамоцци, который благодаря этому щедрому дару смог стать влиятельным учёным и архитектором своего времени.
Издательская судьба трактата Скамоцци вначале была неудачной: многократные сокращения вплоть до публикации за счёт автора шести томов из десяти запланированных. Однако позднее работа Скамоцци была переведена на многие языки. Только в Нидерландах книги Скамоцци выдержали несколько переизданий, даже с добавлением оригинальных материалов, отсутствовавших в первом издании 1615 года. Поэтому следующее поколение архитекторов-классицистов хорошо знало, что именно Италия времени Палладио была колыбелью нового искусства.
Благодаря своим архитектурным работам и трактату «Идея универсальной архитектуры» Скамоцци повлиял на формирование многих европейских архитекторов, в частности на продолжателей палладианства в Англии, таких как Ричард Бойль, 3-й граф Бёрлингтон, Уильям Кент, Колин Кэмпбелл. Под влиянием идей Палладио-Скамоцци работал посетивший Италию англичанин Иниго Джонс, после которого палладианский стиль надолго стал господствующей тенденцией в английской архитектуре.
- Вилла Альмерико Капра Ла-Ротонда. А. Палладио, В. Скамоцци. 1556—1605
- Вилла Пизани Ла-Рокка. 1575—1578
- Вилла Молин. Падуя. 1597
- Вилла Нани-Мочениго. Канда. 1580—1584
- План города-крепости Пальманова. 1593
- Театр Олимпико в Саббьонете. 1584—1585
- Церковь Сан-Никола-да-Толентино в Венеции. 1591—1602 (достройка фасада А. Тирали, 1706—1714)